# Escut de Menàrguens
L'escut oficial de Menàrguens té el següent blasonament:
Escut caironat: de sinople, una vaca d'or amb els arguenells de sable. Per timbre una corona mural de vila.

## Història
Va ser aprovat el 15 de novembre de 1991 i publicat al DOGC el 29 de novembre del mateix any amb el número 1524.
La "mena" (forma local per designar una vaca) amb els arguenells és un senyal parlant, que fa referència al nom de la vila.